# 리틀 나이트메어 II
《리틀 나이트메어 II》(Little Nightmares II)는 타시에 스튜디오가 개발하고 반다이 남코 엔터테인먼트가 배급한 퍼즐 플랫폼 공포 어드벤처 게임이다. 2017년 게임 《리틀 나이트메어》의 후속 작품이며 이전 게임의 주인공 '식스'(Six)와 함께 '모노'(Mono)라는 이름의 꼬마 소년인 새 캐릭터가 등장한다.

## 줄거리
어느 숲 속에서 모노(Mono)라는 소년이 잠에서 깨어난다. 모노는 숲 속의 수많은 덫을 피해 어느 오두막에 들어가게 된다. 지하실에 들어갔더니 그 곳에는 식스(Six)라는 소녀가 갇혀있었다. 모노는 식스를 구출해 준다. 그리고 같이 그 오두막을 빠져나가려 한다. 탈출 도중에 박제된 수많은 솜 인형들을 발견한다. 그러던 중 결국 이 오두막의 주인인 사냥꾼에게 들키고 만다. 사냥꾼에게서 도망치던 둘은  작은 오두막을 발견한다. 그 안에서 소총 한 자루를 줍는데 그 소총으로 겨우 사냥꾼을 살해한다.
숲 속을 탈출한 모노와 식스는 창백한 도시에 도착한다. 그 곳에서 TV 하나를 발견했는데 모노가 그걸 보며 괴로워하다 TV화면 속으로 빨려 들어가 말았다. 허나 모노는 간신히 TV속에서 빠져나왔고 둘은 다시 발걸음을 옮겼다.
창백한 도시를 지나 어느 학교에 도착하는데 그곳에는 목이 뱀처럼 늘어나는 교사가 학생들을 교육하고 있었다. 교사의 눈을 피해 도망치다 식스는 불량배들에게 붙잡히고 모노는 교사에게서 도망치다 식스와 갈라지고 말았다. 겨우 몸을 숨긴 모노는 교사의 눈을 피해 식스를 구출하고 학교를 간신히 빠져나온다.
둘은 다시 창백한 도시를 지나 한 병원에 들어가게 되는데 그곳에는 움직이는 마네킹들로 가득했다. 모노를 붙잡으려는 마네킹들을 피해 한 병실로 들어가는데 그곳에서는 천장을 기어 다니는 기괴한 의사가 환자들을 돌보는데 여념이 없었다. 허나 결국 모노는 의사에게 존재를 들키고 말았다. 의사에게서 도망치다 운 좋게 의사를 소각로에 넣어 태워버릴 수 있었고 둘은 병원을 탈출한다.
모노와 식스는 어떤 도시에 도착 하는데 그 도시는 검은 탑의 전파로 인해 일그러진 듯 하였고 시민들은 모두 TV만 하루 종일 쳐다보고 있을 뿐이었다. TV화면을 껬더니 시민들이 둘을 쫓아왔다. 시민들에게서 도망치던 둘은 TV를 통해 순간 이동을 하면서 도시를 빠져나간다.
그리곤 한 집을 발견하게 되었다. 집안에서 TV를 발견하고 모노와 식스가 그 앞으로 다가가자 어떠한 마른 남자가 TV속에서 빠져나왔다. 마른 남자는 식스를 납치하고 모노는 마른 남자를 피해 계속해서 도망친다. 하지만 결국 모노는 마른 남자와 마주하게 된다. 근데 갑자기 모노가 쓰고 있는 가면을 벗어 버리고 어떠한 힘으로 마른 남자를 소멸 시켜 버린다.
그리곤 식스를 찾기 위해 검은 탑으로 들어가는데 그곳에는 마치 시공간이 뒤틀린 것처럼 기괴 했다. 마치 미로 같은 길을 해치며 마침내 검은 탑에 갇힌 식스를 발견하는데 식스는 매우 거대한 괴물이 되어있었다. 모노는 식스를 되돌리기 위해 도끼로 식스가 들고 있던 오르골을 부수려 했다. 식스는 오르골이 부숴질수록 고통스러워 했다. 허나 모노는 계속해서 오르골을 부셨다. 오르골을 완전히 부수니 식스가 다시 원래 모습으로 돌아왔다. 그런데 그 순간 검은 탑이 무너지기 시작하며 커다란 붉은 괴물이 이 둘을 쫓아왔다. 식스와 모노는 재빨리 도망치기 시작했다. 도망을 치던 중 모노가 절벽에서 떨어질 뻔 했는데 식스가 간신히 손을 잡아준다. 허나 식스가 약간 놀란듯한 행동을 취하곤 모노의 손을 그냥 놓아버렸다. 모노는 그대로 절벽 아래를 향해 떨어지고 말았다. 그리곤 이상한 공간에서 정신을 차리는데 그곳에 있던 한 의자에 앉는다. 곧 그 공간은 아무것도 없는 빈 방으로 변한다. 이후 시간이 흐르자 모노는 점차 어른스러운 모습이 되었고. 나중에는 중절모를 쓴 채 쓸쓸히 앉아있는데 그 모습이 마치 마른 남자와 같았다. 이후 방의 문이 닫히고, 화면이 문으로부터 점점 멀어지면서 이야기가 끝이 난다. 그리고 검은탑 밖으로 나간 식스는 전작 DLC "거주지" 쿠키영상에 나온 곳으로 텔레포트된다. 그리고 지지직거리는 식스의 형상과 전작의 배경인 수중 철제선 'Maw'의 전단지를 보고 배고파하며 게임이 끝난다.

## 평가
| 평가 |                                                |
| --- | ---------------------------------------------- |
| 통합 점수 통합사 점수 메타크리틱 NS: 82/100 [ 3 ] PC: 83/100 [ 4 ] PS4: 82/100 [ 5 ] XONE: 81/100 [ 6 ] 평론 점수 평론사 점수 디스트럭토이드 8.5/10 [ 7 ] Easy Allies 8.5/10 [ 8 ] 게임 인포머 9.25/10 [ 9 ] 게임 레볼루션 7.5/10 [ 10 ] 게임스레이더+ [ 11 ] 하드코어 게이머 4/5 [ 12 ] IGN 7/10 [ 13 ] 닌텐도 라이프 [ 14 ] PC 게이머 (US) 76/100 [ 15 ] 푸시 스퀘어 [ 16 ] 섁뉴스 9/10 [ 17 ] VG247 [ 18 ] VideoGamer.com 7/10 [ 19 ] |                                                |
| 통합 점수 |                                                |
| 통합사 | 점수                                           |
| 메타크리틱 | NS: 82/100 PC: 83/100 PS4: 82/100 XONE: 81/100 |
| 평론 점수 |                                                |
| 평론사 | 점수                                           |
| 디스트럭토이드 | 8.5/10                                         |
| Easy Allies | 8.5/10                                         |
| 게임 인포머 | 9.25/10                                        |
| 게임 레볼루션 | 7.5/10                                         |
| 게임스레이더+ | [ 11 ]                                         |
| 하드코어 게이머 | 4/5                                            |
| IGN | 7/10                                           |
| 닌텐도 라이프 | [ 14 ]                                         |
| PC 게이머 (US) | 76/100                                         |
| 푸시 스퀘어 | [ 16 ]                                         |
| 섁뉴스 | 9/10                                           |
| VG247 | [ 18 ]                                         |
| VideoGamer.com | 7/10                                           |